# Ásgeir Sigurvinsson
Ásgeir Sigurvinsson (Vestmannaeyjar, 8 de maio de 1955) é um ex-futebolista e treinador de futebol islandês.
Iniciou a carreira em 1971, no ÍB Vestmannaeyjar, e duas temporadas depois foi contratado pelo Standard Liège, da Bélgica. Após o título na Copa da Bélgica de 1981, foi contratado pelo poderoso Bayern Munique, da então Alemanha Ocidental, mas teve poucas oportunidades no clube bávaro (17 jogos, um gol marcado) e foi vendido ao VfB Stuttgart na temporada seguinte. Foi no Stuttgart onde o meia encerraria a carreira em 1990, marcando 39 gols em 211 jogos e tendo conquistado o título da Bundesliga de 1984.
Sigurvinsson jogou pela Seleção Islandesa de 1972 a 1989, marcando 5 gols em 45 jogos.[carece de fontes?] Ainda chegou a treinar a equipe entre 2003 e 2005, e também comandou o Fram por oito meses em 1993.
Um dos primeiros jogadores da Islândia a ter jogado no exterior, foi escolhido o melhor futebolista do país dos 50 anos da UEFA, nos Prêmios do Jubileu da entidade.

## Títulos
ÍBV
- Copa da Islândia: 1972

Standard Lièget
- Copa da Bélgica: 1980–81

Bayern de Munique
- Copa da Alemanha: 1981–82

Stuttgart
- Bundesliga: 1983–84